# Municipio de Meredith (Kansas)
El municipio de Meredith (en inglés: Meredith Township) es un municipio ubicado en el condado de Cloud, en el estado estadounidense de Kansas. Según el censo de 2020, tiene una población de 73 habitantes.

## Geografía
El municipio de Meredith se encuentra ubicado en las coordenadas 39°21′2″N 97°38′53″O / 39.35056, -97.64806. Según la Oficina del Censo de los Estados Unidos, el municipio tiene una superficie total de 93.62 km², de la cual 93,61 km² corresponden a tierra firme y (0,01 %) 0,01 km² es agua.

## Demografía
Según el censo de 2010, había 75 personas residiendo en el municipio de Meredith. La densidad de población era de 0,8 hab./km². De los 75 habitantes, el municipio de Meredith estaba compuesto por el 100 % blancos. Del total de la población el 0 % eran hispanos o latinos de cualquier raza.